# Doctrine Monroe

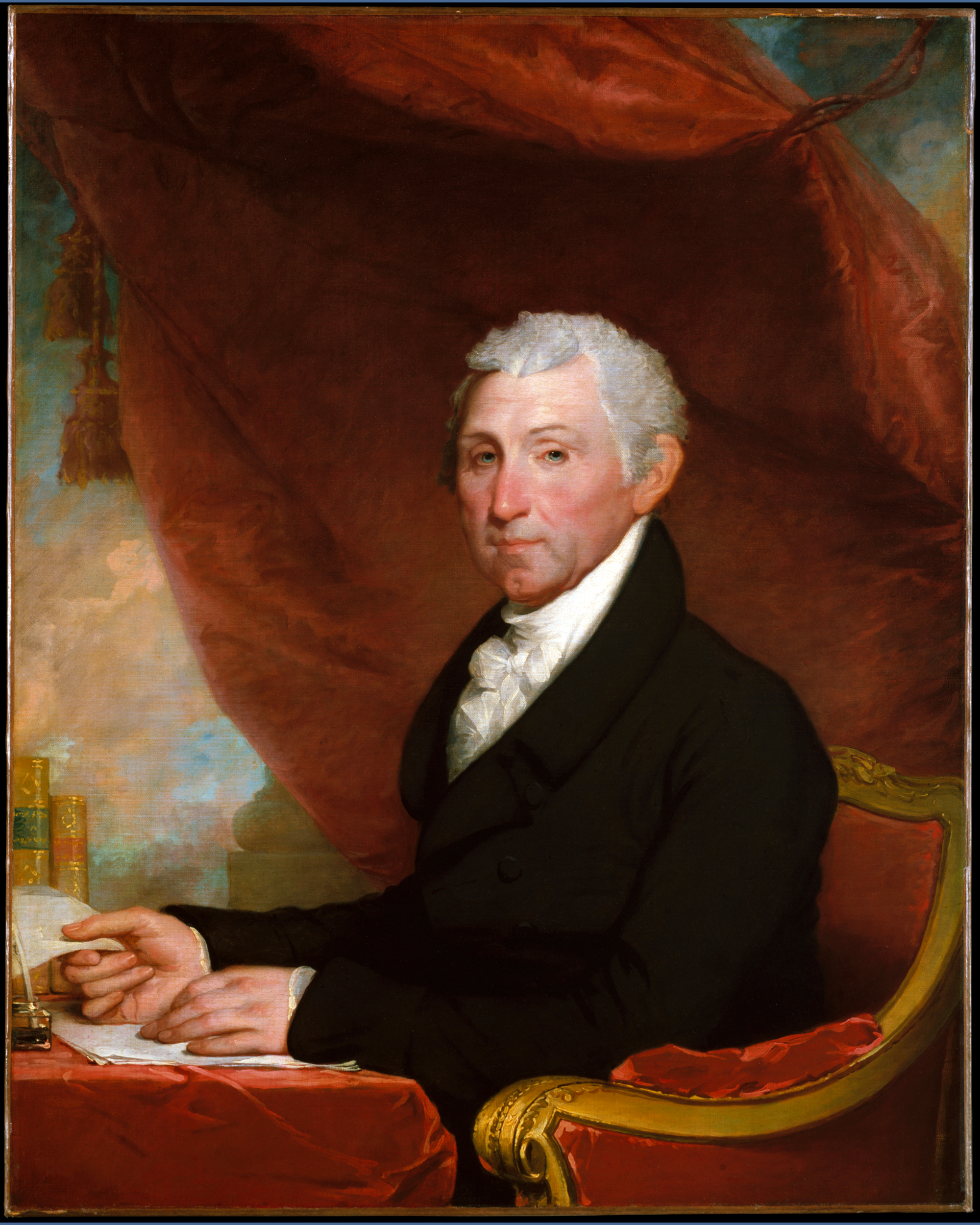
James Monroe.

La doctrine Monroe condamne toute intervention européenne dans les affaires « des Amériques » (Nord et Sud), tout comme celle des États-Unis dans les affaires européennes.
Elle porte le nom du cinquième président des États-Unis, James Monroe (1817–1825).
Du XIXe jusqu'au début du XXe siècle, elle inspire la politique étrangère des États-Unis. 
La doctrine Monroe est aussi utilisée par les dirigeants des États-Unis depuis la fin de la Seconde Guerre mondiale pour illustrer le combat mené contre les puissances étrangères perçues comme une menace (surtout l'URSS pendant la guerre froide mais aussi, en particulier sous Donald Trump, la Chine).

## Discours de Monroe
Le 2 décembre 1823, lors de son septième message annuel au Congrès des États-Unis, le président américain, James Monroe, a prononcé quelques phrases plus particulièrement destinées aux puissances européennes :
- Les Amériques ne sont plus ouvertes à la colonisation.
- Toute intervention européenne dans les affaires des Amériques sera perçue comme une menace pour la sécurité et la paix.
- Les États-Unis, en contrepartie, n’interviendront pas dans les affaires européennes.

## Politique expansionniste
À partir de la fin du XIXe siècle, les États-Unis ont donné un caractère impérialiste à la doctrine Monroe et entrepris de resserrer leur influence militaire, économique et politique sur la région des Caraïbes, y compris au moyen d'interventions militaires. L'objectif est de transformer la mer des Caraïbes en mare nostrum en raison de son importance stratégique.
Entre 1891 et 1912, les Américains sont intervenus plusieurs fois militairement : 1891 en Haïti ; 1895 au Nicaragua ; 1898 au Porto Rico et à Cuba ; 1899 au Nicaragua ; 1903 au Venezuela ; en République dominicaine et en Colombie ; 1904, République dominicaine et Guatemala ; 1906-1909 au Cuba ; 1907 en République dominicaine ; 1908 au Venezuela ; 1909-1910 en Nicaragua ; 1910-1911 en Honduras ; 1912 à Cuba, au Nicaragua et en République dominicaine et 1915 en Haiti. En outre, une action militaire a été portée contre le Chili en 1891.
En pratiquant la « diplomatie du dollar », les Américains ont réalisé des interventions d'ordre financier qui ont abouti à l'établissement de contrôles américains sur les finances de plusieurs états (Honduras, Nicaragua, République dominicaine, Haiti). Les États-Unis ont acquis des territoires de l'Espagne comme Porto Rico après la guerre hispano-américaine en 1898 et les Îles Vierges, ces dernières étant achetées au Danemark en 1917. Certains États comme Cuba sont placés sous un statut proche du protectorat en vertu de l'amendement Platt et de l'obtention de la base navale de la baie de Guantánamo. De plus, le Panama, en vertu de la Constitution panaméenne, a garanti le déploiement permanent de forces américaines dans la zone du canal avec la participation du consul américain, le pays étant le résultat d'une sécession de la Colombie fortement aidée par les Américains.
En 2012, le journal American Rationalist a résumé les effets de la doctrine Monroe : « En 1823, la doctrine Monroe prononce que les États-Unis ne devaient plus interférer avec les colonies européennes existantes dans le Nouveau Monde et a proclamé que les puissances européennes devaient laisser les colonies américaines seules. Les États-Unis ont ensuite pris la Floride aux Espagnols et se sont établis à l'ouest en contestant à la Grande-Bretagne les terres au-delà de la frontière de l'Oregon, en prenant le Texas en 1837, le Nouveau-Mexique, l'Arizona et la Californie en 1848. Lorsque la guerre hispano-américaine a éclaté en 1898, les États-Unis profitent de l'effet de levier de la Destinée manifeste pour annexer Guam, Porto Rico et les Philippines. »

## Corollaire Roosevelt

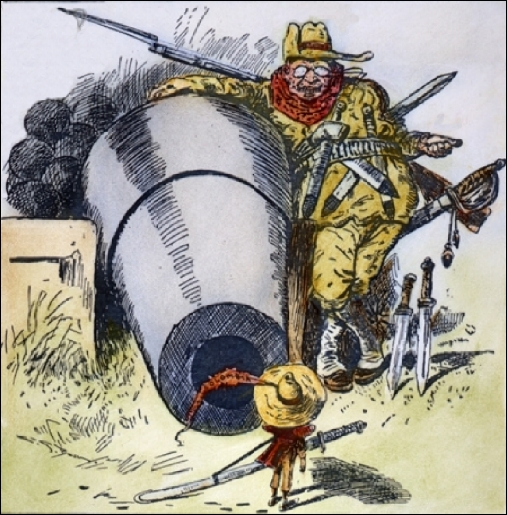
Caricature de 1903 faisant allusion aux négociations du traité Herrán-Hay portant sur les droits d'accès à l'isthme de Panama.

Au début du XXe siècle, Theodore Roosevelt (1901-1909) prononce « le corollaire de la doctrine de Monroe ». Ce discours ne prône plus une neutralité absolue et affirme que le pays ne tolérerait pas que l'on s'oppose frontalement à ses intérêts. Il permet aussi de justifier les désirs d'expansion nord-américaine vers l'Amérique latine. Cela a provoqué l'indignation des dirigeants européens, notamment le Kaiser Guillaume II.

## Guerre froide
Sous la guerre froide, la doctrine Monroe a servi de prétexte a des interventions anti-communistes en Amérique latine (au Brésil, en République dominicaine, au Salvador, au Nicaragua et à Grenade) sous différentes présidences (John Fitzgerald Kennedy, Lyndon B. Johnson, Richard Nixon, et surtout Ronald Reagan).
Après que la révolution cubaine (1953-1959) a établi un gouvernement communiste proche de l'URSS, la doctrine Monroe a été perçue comme moyen d’empêcher la diffusion du communisme soviétique à l’ensemble de l’Amérique latine. Suivant cette interprétation, les États-Unis ont alors aidé (par des renseignements ou des ressources militaires) les gouvernements d’Amérique centrale et du Sud en proie à la « vague » communiste (comme ce fut le cas lors de l’opération Condor).
Lors de la crise des missiles de Cuba en 1962, John Fitzgerald Kennedy, a cité directement la doctrine Monroe pour en faire le fondement de la confrontation américano-soviétique.
Durant les années 1980, le débat sur cette nouvelle interprétation de la doctrine Monroe s’est accentué après l’affaire Iran-Contra. De fait, des révélations ont montré que la CIA avait discrètement entraîné des « contras » (guérilleros latino) afin de déstabiliser et prendre le pouvoir du Nicaragua, alors aux mains du gouvernement sandiniste, dirigé par Daniel Ortega. Le directeur de la CIA, Robert Gates, s’est vigoureusement défendu en 1984 d’une telle opération en argumentant qu’intervenir de la sorte au Nicaragua serait « un abandon total de la doctrine Monroe ».

## Nouvelles approches auXXIesiècle

### Sous Obama (2009-2017)
En novembre 2013, John Kerry, secrétaire d’État sous la présidence de Barack Obama, a déclaré « l’ère de la doctrine Monroe est révolue ». Néanmoins, plusieurs spécialistes ont remarqué que les demandes de Kerry d'un partenariat plus fort envers les autres pays d’Amérique sont bien conformes aux intentions originelles de la doctrine Monroe,,.

### Sous Trump (2017-2021): «America First»
En août 2017, le président Donald Trump a implicitement déclaré un nouvel usage de la doctrine Monroe en annonçant une possible intervention militaire au Venezuela après que son directeur de la CIA, Mike Pompeo, lui a indiqué que la dégradation de la situation vénézuélienne était due à l’ingérence de l'Iran et de la Russie. En février 2018, le Secrétaire d’État, Rex Tillerson, a vanté les mérites de la doctrine (« une vraie réussite » dit-il) et averti des ambitions commerciales chinoises « impériales », tout en rappelant que les États-Unis demeurent la plus grande puissance commerciale du continent américain.
En mai 2018, Pompeo  pris la place de Tillerson au secrétariat d’État. Lors d'un discours au cours de la 73e Assemblée générale des Nations unies (2018), Trump a réitéré son engagement sur l’application de la doctrine Monroe,.
Le 26 janvier 2019, lors de la réunion d’urgence du Conseil de sécurité no 8452, la Russie (via Vassili Nebenzia) a déclaré percevoir l’implémentation de la doctrine Monroe. Le Venezuela a fait de même en énumérant 27 interventions américaines en Amérique latine, tout en ajoutant que celles-ci représentent une « menace directe envers la république Bolivarienne du Venezuela ». Cuba a formulé une déclaration similaire en affirmant que « la Présidence en cours aux États-Unis a déclaré la prise d’effet de la doctrine Monroe ».
Le 3 mars 2019, le Conseiller à la sécurité nationale, John R. Bolton, a cité la doctrine Monroe pour décrire la politique de l’administration Trump sur le continent américain en affirmant que « dans cette administration, nous n’avons pas peur d’employer les mots de ‹ doctrine Monroe ›. C’était déjà l’objectif de nombreux présidents américains, notamment de Reagan, d’avoir un hémisphère totalement démocratisé »,.